# ارمسینده
ارمسینده (Ermesinde) یکی از شهرهای کشور پرتغال است که در ۹ کیلومتری شهر پورتو در شمال پرتغال قرار دارد. جمعیت ارمسینده در سال ۲۰۱۱ میلادی ۳۸٬۹۴۰ نفر بوده است.